# Молокунанфа Траоре
Молокунанфа Траоре (*д/н — 1866) — фаама (володар) держави Кенедугу в 1862—1866 роках. Відомий також як Нголо Кунанфан.

## Життєпис
Походив з династії Траоре. Син фаами Даули II. Замолоду відзначився як здібний військовик. 1862 року повалив свого стрийка — фааму Дауду, захопивши трон. За цим підкорив невеличку державу Тіре, яке намагалося скинути залежність Кенедугу. за цим вирішив проти Фафа, що плюндрував західні області Кенедугу. В одній з битв син фаами — Сабатіморо — потрапив у полон. Втім згодом брат Молокунанфи — Тіба — захопив сина Фафи, який мусив укласти мир з Кенедугу.
У 1866 році за невідомих обставин в селищі кумбалу застрелений з гвинтівки. Похований в місті Клела. Його брат Тіба Траоре зайняв трон.